# Laure Lewille
Laure Lewille, née le 1er juin 1989 à La Teste-de-Buch, est une handballeuse française, évoluant au poste d'ailière droite.

## Biographie
Formée au club, elle joue à Mios depuis l'âge de 5 ans.
À l'issue de la saison 2008-2009, elle remporte le premier titre national de l'équipe de Mios-Biganos avec une victoire en Coupe de France face au Metz Handball.
Deux ans plus tard, Mios-Biganos remporte la Coupe Challenge 2011 face à l'équipe turque de Muratpaşa BSK.
En 2013, elle est appelée en équipe de France pour disputer la Golden League et connait sa première sélection le 20 mars contre la Russie.
En janvier 2014, elle se blesse gravement et manque la fin de saison de l'UMBB. Elle est remplacée dans l'effectif par Myriam Borg-Korfanty.
À la fin de la saison, elle quitte son club formateur pour rejoindre Mérignac Handball, en 2e division.

## Clubs
- Mios-Biganos bassin d'Arcachon : avant 2013
- Union Mios Biganos-Bègles : depuis 2013

## Palmarès

### Clubs
compétitions internationales
- vainqueur de la coupe Challenge en 2011[2]

compétitions nationales
- vainqueur de la coupe de France en 2009[2]
- finaliste de la coupe de la Ligue en 2012 [2]